# منطقة بالا ولايت الريفية (مقاطعة كاشمر)
منطقة بالا ولايت الريفية (بالفارسية: دهستان بالا ولایت) هي منطقة ريفية، في مقاطعة  كاشمر التابعة لمحافظة خراسان الرضوية، إيران. في تعداد عام 2006، بلغ عدد سكانها 26,581 نسمة.